# Saint-Pierre-des-Bois

Saint-Pierre-des-Bois este o comună în departamentul Sarthe, Franța. În 2009 avea o populație de 206 de locuitori.